# Pseudoeurycea anitae
El tlaconete de la Sierra Madre del Sur (Pseudoeurycea anitae) es una especie de anfibio caudado (salamandras) de la familia Plethodontidae. Es endémica de la Sierra Madre del Sur de Oaxaca, México. 

## Clasificación y descripción de la especie
Es una salamandra de la familia Plethodontidae del orden Caudata. Es de talla mediana, alcanza una longitud de 5 cm. La cola es ligeramente más corta que el cuerpo con una constricción en la base. Las extremidades están bien desarrolladas. Cuerpo y cola de color café oscuro, las áreas dorsolaterales varían entre café oscuro en la parte superior y gris claro cerca de la mitad, y con dos líneas irregulares de manchas o barras negras. El resto de los costados son principalmente gris claro con barras oscuras delgadas que se extienden hacia abajo a partir de algunas de las manchas a lo largo de las hendiduras costales.

## Distribución de la especie
Es endémica de México. Se conoce solo de una localidad en la Sierra Madre del Sur de Oaxaca.

## Ambiente terrestre
Vive en bosque de pino-encino a los 2,100 m.s.n.m. Su hábitat natural son los bosques tropicales o subtropicales a baja altitud.
Está amenazada de extinción debido a la destrucción de su hábitat.

## Estado de conservación
Se considera como Amenazada (Norma Oficial Mexicana 059) y Críticamente Amenazada en la Lista Roja de la UICN. 